# Сэквилл, Чарльз, 2-й герцог Дорсет
Чарльз Сэквилл, 2-й герцог Дорсет (6 февраля 1711 — 5 января 1769) — британский аристократ и политик, заседавший в Палате общин с 1734 по 1765 год. Он был известен как лорд Бакхерст с 1711 по 1720 год и граф Миддлсекс с 1720 по 1765 год. В 1765 году унаследовал герцогский титул и стал членом Палаты лордов. Он также был оперным импресарио и игроком в крикет.
Титулы: 2-й герцог Дорсет (с 10 октября 1765 года), 8-й граф Дорсет (с 10 октября 1765 года), 3-й граф Миддлсекс (с 10 октября 1765 года), 8-й барон Бакхерст, графство Сассекс (с 10 октября 1765 года), 3-й барон Крэнфилд из Крэнфилда, Бедфордшир (с 10 октября 1765 года).

## Ранняя жизнь
Родился 6 февраля 1711 года. Старший сын Лайонела Сэквилла, 7-го графа Дорсета и 1-го герцога Дорсета (1688—1765), и его жены Элизабет Кольер (1689—1768), дочери генерала Уолтера Кольера. Он получил образование в Вестминстерской школе с 1720 года и поступил в Крайст-Черч в Оксфорде в 1728 году, получив степень магистра в 1730 году. Затем он отправился в Гран-тур по Италии, которое длилось с 1731 по 1733 год. Находясь во Флоренции в 1733 году, он основал первую масонскую ложу во всей Италии.
Политика
Чарльз Сэквилл был категорически против своего отца в политическом отношении и осмелился выступить против своих кандидатов в районах, которые он контролировал. Он стал союзником Фредерика, принца Уэльского. На выборах 1734 года он потерпел поражение в Кенте, но был избран в качестве члена парламента от Ист-Гринстеда. В сентябре он был назначен капитаном замка Уолмер. Он продолжал баллотироваться от Ист-Гринстеда до 26 мая 1741 года, когда он принял должность верховного стюарда Отфорда.
Чарльз Сэквилл был избран от Сассекса на дополнительных выборах в 1742 году и в Олд-Сарума на выборах 1747 года. Он служил лордом казначейства в 1743—1747 годах и был назначен заместителем лейтенанта Сассекса 20 октября 1745 года. Он был назначен шталмейстером принца Уэльского в 1747 году и служил до смерти Фредерика в 1751 году.
30 октября 1744 года Чарльз Сэквилл, носивший тогда титул графа Миддлсекса, женился на Достопочтенной Грейс Бойл (1723 — 10 мая 1763), дочери и наследницы Ричарда Бойла, 2-го виконта Шеннона, и Грэйс Шенхаус, но детей у них не было.
Во время выборов 1754 года он безуспешно боролся в Палату общин от Вестминстера и не занимал места до следующих выборов. Он вернулся в Палату общин в качестве члена от Ист-Гринстеда с 1761 по 1765 год.
В том же году он сменил своего отца на посту герцога Дорсета, а также на посту лорда-лейтенанта Кента и стал тайным советником в 1766 году. Однако он недолго пользовался герцогскими почестями. После его смерти в 1769 году в Лондоне ему наследовал его племянник Джон Сэквилл.

## Опера
После второго гран-тура по континентальной Европе в 1737-1738 годах он вернулся в Англию в январе 1739 года и поставил оперу «Анжелико и Медоро» на музыку Джованни Баттисты Пешетти из либретто Метастазио в Ковент-Гардене. Это было задумано как демонстрация (очевидно ограниченных) талантов сопрано Лючии Паничи, «Московита», которая была любовницей Миддлсекса примерно с 1739 по 1742 год. У него также были амбиции возродить в Лондоне полномасштабную итальянскую оперу, которую Иоганн Якоб Хайдеггер недавно отказался от участия в Королевском театре в Хеймаркете из-за его расходов. Миддлсекс поставил сезон 1739—1740 годов в Малом театре в Хеймаркете, но ему не удалось собрать достаточно подписчиков, чтобы продолжить в следующем году. В сезоне 1741—1742 годов он вступил в партнерство с семью другими дворянами (вторая дворянская опера), и они смогли продолжить работу в течение трех лет в Королевском театре в Хеймаркете.

## Крикет
Как и другие члены его семьи, особенно его брат и племянник, Чарльз Сэквилл интересовался крикетом, но не достиг их уровня участия, вероятно, из-за своей политической деятельности. Известно, что он играл за Кент в сезоне английского крикета 1734 года в матче против Сассекса, который является самой ранней известной игрой на стадионе «Севеноукс Вайн». Его брат лорд Джон Сэквилл играл вместе с ним за Кент, который выиграл игру; и сэр Уильям Гейдж играл за Сассекс.